# 그레이트슬레이브호

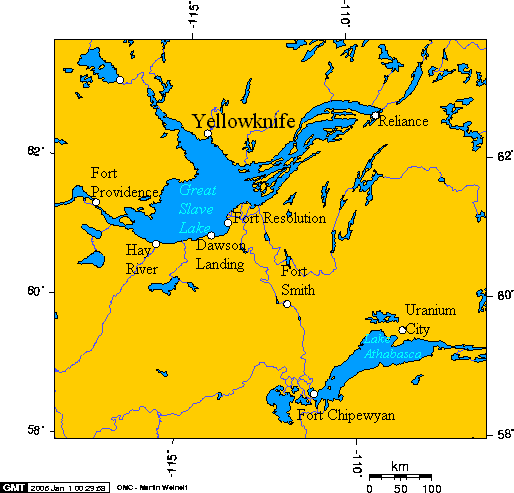
그레이트슬레이브 호의 지도

그레이트슬레이브 호(Great Slave Lake, 프랑스어: Grand lac des Esclaves)는 캐나다의 호수이다. 면적 28,400 km2로 그레이트베어호에 이어 노스웨스트 준주에서 두 번째로 큰 호수이다. 깊이 614 m로 북아메리카에서 가장 깊은 호수이다.